# بيل نآي
ويليام سانفورد «بيل» ناي (نوفمبر 27، 1955)، معروف باسم «بيل ناي رجل العلوم!» هو عالم، ممثل، كوميديان، ناشر للعلوم ومقدم برامج أمريكي والذي بدأ حياته المهنية مهندسًا ميكانيكي في شركة بوينغ، اشتهر بسبب تقديمه لبرنامجه الشهير "بيل ناي رجل العلوم! [الإنجليزية]" (1993–98)، ولظهوره المتعدد في وسائل الأعلام كناشر ومعلم للعلوم.
بدأ ناي حياته المهنيّة كمهندس ميكانيكيّ في شركة بوينغ، حيث اخترع أنبوبة تثبيط الرنين الهيدروليكيّ المستخدمة في طراز 747 طائرات. غادر ناي بوينغ عام 1986 ليقتحم الكوميديا بالكتابة والأداء الكوميديّ. كان ناي يطمح أن يصير «مستر ويزارد Mr. Wizard» القادم وبمساعدة الكثير من المنتجين استطاع أن يقدم برنامج الأطفال «بيل ناي: رجل العلوم». وبعد نجاح هذا البرنامج استمر ناي في الدفاع عن العلوم، حيث أصبح المدير التنفيذيّ لـ"the Planetary Society". كما كتب ناي كتبًا من الأفضل مبيعًا في مجال العلوم منها «لا يُنكَر: التطور وعلم الخلق» في 2014 وكتاب «لا يمكن إيقافه: تسخير العلم لتغيير العالم» في 2015. ظهر ناي في عدد من المواقف الإعلاميّة منها «الرقص مع النجوم» و«نظرية الانفجار العظيم» و«بداخل آمي شيومر». كما قام ناي بدور البطولة في وثائقيّ عن حياته والدفاع عن العلم بعنوان «بيل ناي: رجل العلوم» والذي ظهر في مهرجان الأفلام «ساوث باي ساوثويست» في مارس 2017، وأختير في أكتوبر 2017 ليحصل على اختيار النقاد في نيويورك تايمز. بدأ ناي مسلسلًا على نيتفليكس بعنوان «بيل ناي ينقذ العالم» في 2017.

## النشأة
ولد ناي في نوفمبر 1955 في واشنطن وكان أبويه جاكيلين جينكين ناي والتي كانت محللة أكواد في الحرب العالميّة الثانية، وإيدوين داربي (نيد ناي) والذي خدم خلال الحرب العالمية الثانية وعمل كمقاول أبنية في «جزيرة ويك». أُسر نيد وقضى 4 سنوات في معتقل المسجونين اليابانيّ خلال الحرب، وعاش فيه بلا كهرباء أو ساعات، حيث كان يتعرف على الوقت فقط خلال ظل المجرفة مما كان يوضح شغفه بالمزولات/الساعات الشمسيّة. كانت جينكين ناي ضمن مجموعة من صفوة النساء الصغيرات المعروفات باسم «بنات غوتشر» والتي استخدمتها البحريّة الأمريكيّة في فك رموز وأكواد الجيشين الألمانيّ واليابانيّ. يقول ناي: «لم تكن روزي ريفيتر، لكنها كانت روزي أكبر محطمة أكواد سريّة. يسألها الناس عن عملها في الحرب العالميّة الثانية وتجيب عليهم؛ لا أستطيع التحدث عنها!». 
حضر ناي في مدرسة لافاياتي الابتدائيّة ومدرسة أليس ديل جونيور Alice Deal Junior الثانويّة قبل أن يحضر منحة المدرسة الثانوية في مدرسة سيدويل فرندس في 1973. انتقل ناي إلى إثاكا، نيويورك Sidwell Friends لحضور جامعة كورنيل وليدرس في مدرسة سيبلي للهندسة الميكانيكيّة والفضائيّة. تتلمذ ناي على يد كارل ساغان مما ساعد في تعميق شغفه بالعلم. تخرَّج ناي بالبكالوريوس في الهندسة الميكانيكيّة في 1977.

## بيل ناي رجل العلوم
ظهر ناي في 1993 في برنامج «بيل ناي رجل العلوم» الذي كان مذاعًا على المحطة العامة KCTS-TV في سياتل. اشترك ناي مع جيمس ماكينا وإيرين غوتليب وإليزابيث بروك في التخطيط وإعداد الحلقات للعرض. أظهر الفريق العرض في صورة «مستر ويزارد يقابل بي وي بلاي هاوس» واستطاع أن يحصل على اكتتاب من المؤسسة الوطنيّة للعلوم وقسم الطاقة بالولايات المتحدة. أًصبح برنامج ناي جزءً من مجموعة الحلقات التي تنظمها المحطات المحليّة لإشباع متطلبات البرامج التلفيزيونيّة للأطفال.
عُرض «بيل ناي رجل العلوم» منذ 1993 إلى 1998 ليصير البرنامج التعليميّ التلفيزيونيّ الأكثر مشاهدة في الولايات المتحدة. ارتدى ناي أُثناء تقديم البرنامج ربطة عنق ووشاح المختبر باللون الأزرق. أقيمت المعامل التي استخدمها ناي ومكاتب الإنتاج في مخزن ملابس بقرب قبة الملك Kingdome في سياتل. خصصت كل حلقة لتعليم الأطفال مفاهيم العلم، كما أن الحلقات جذبت المشاهدين الكبار أيضًا. تميز العرض بقدرته على تبسيط العلم وعرضه بطريقة ممتعة مما جعل البرنامج أداة تعليم مشهورة في الفصول الدراسيّة حول البلاد. رُشِّح البرنامج لنيل 23 من جوائز الإيمي واستطاع حصد 19 منهم. أظهرت الدراسات أن البرنامج كان مؤثرًا في تدريس الأطفال العلم؛ حيث كان الأطفال المتابعون لناي أكثر قدرة على خلق التفسيرات والتأويلات للأفكار العلميّة.

## ما بعد رجل العلوم
بعد نجاح برنامج ناي «بيل ناي رجل العلوم»، بدأ ناي في العمل على برنامج يخاطب الجمهور الأكبر سنًا، بعنوان «عيون ناي»، ناقش ناي في هذا البرنامج قضايا أكثر حساسيّة مثل الطعام المعدَّل وراثيًا والاحتباس الحراري وقضايا العرق. واجه البرنامج بعض الصعوبات المالية بسبب شركة الإنتاج KCTS مما ساهم في تأخير عرض البرنامج لسنوات. مرت KCTS بالعديد من المشاكل. يقول ناي: «عندما بدأنا عيون ناي، كانت الميزانيّة في البداية كبيرة للغاية، وقبل أن ننهي كل تلك المشاكل في KCTS لم تكن لدينا الميزانيّة الكافية للاستمرار بالبرنامج مقارنة بتلك التي كانت مخصصة لبيل ناي رجل العلوم الذي عُرض من قبل». رفضت PBS أن تعرض البرنامج، لتختاره أخيرًا محطة التليفيزون العام الأمريكيّ American Public Television. بدأ عرض البرنامج عام 2005 واستمر مدة موسم واحد فقط.

## الدفاع عن العلم
ساعد ناي في بداية الألفية الثالثة في تطوير صناعة مزولة في مهمات استكشاف المريخ. كان المشروع معروفًا بـ«مارسديال MarsDial» متضمنًا لوحات ملونة صغيرة لتوفير أساس لمعايرة الألوان بالإضافة لمساعدتهم في التعرف على الوقت. كان ناي نائب رئيس «جمعية الكواكب» من عام 2005 حتى عام 2010، إنها منظمة تدافع عن أبحاث علوم الفضاء واستكشاف الكواكب الأخرى خاصة المريخ. أصبح ناي المدير التنفيذيّ الثاني للمنظمة في سبتمبر عام 2010 عندما تنحى عنها لويس فريدمان.
أصبح ناي في نوفمبر 2010 واجهة معرض العلوم في مركز في أوكلاند، كاليفورنيا. اعتبر معمل بيل ناي للمناخ ناي بأنه قائد محطة الطاقة النظيفة للفضاء.
عمل ناي كأستاذ في جامعة كورنيل من 2001 إلى 2006. كما أنه زميل لمنظمة لجنة الشك والتساؤل وهي مؤسسة علمية غير ربحيّة تسعى لتطوير التساؤل العلميّ والفحص الناقد، واستخدام العقل لفحص الادعاءات محل الجدل. وفي مقابلة مع جون رايل قال ناي: «الاهتمام الآن ينصب على الأمية العلميّة، أنتم (العامة) لديكم معرفة ضامرة عن الكون لا تؤهلكم لتقييم الحُجج». أطلق ناي مشروع كيك ستارتر في نوفمبر 2012 من أجل اللعبة التعليميّة «آيرو AERO»، ولكنه لم يُمول.
ادعى ناي في سبتمبر 2012 أن الرؤى الخلقويّة تهدد تدريس العلم والإبداع في الولايات المتحدة. ناظر ناي الخلقيّ كين هام Ken Ham في فبراير 2014 في متحف «كريشن Creation Museum» حول موضوع نظرية الخلق المباشر، وكانت المناظرة حول صلاحيتها في تفسير أصل الأنواع بعد تطور العلم في العالم الحديث، العصر العلميّ. أخذ هام ناي في جولة في مركز الخلقويّين Ark Encounter في اليوم التالي على افتتاحه للعامة، ودارت بينهما مناظرة غير رسميّة، وسُجلت تلك الجولة في وثائقيّ: بيل ناي رجل العلوم والذي أذيع عام 2017.
أًصبح ناي عضوًا في المجلس القومي لتدريس العلوم منذ 2013.
في يوم الأرض في عام 2015 قابل ناي الرئيس الأمريكيّ أوباما في زيارة لـ«إيفرجلاديس ناشونال بارك» في فلوريدا وناقش معه التغير المناخيّ بالإضافة لتدريس العلوم.
أعلن ناي في مارس 2015 أنه غيّر رأيه وأًصبح داعمًا للكائنات المعدلة جينيًا. وفي طبعة جديدة من «لا يُنكَر: التطور وعلم الخلق» كتب ناي فصلًا عن الكائنات المعدلة جينيًا معبرًا فيه عن رأيه. وفي مقابلة إذاعيّة مع نيل ديغراس تايسون، قال ناي: «لا يوجد فرق في الحساسيّة بين آكلي الكائنات المعدلة جينيًا عن غيرها، لقد غيرت رأيي بشأن هذا الموضوع».
لاحظ ناي أن أغلب المنكرين للتغير المناخيّ هم كبار السن، قائلًا أننا يجب أن ننتظر فقط بعد رحيل هؤلاء الناس.

## روابط خارجية
- بيل نآي على موقع IMDb (الإنجليزية)
- بيل نآي على موقع الموسوعة البريطانية (الإنجليزية)
- بيل نآي على موقع روتن توميتوز (الإنجليزية)
- بيل نآي على موقع قاعدة بيانات الأفلام العربية
- بيل نآي على موقع ألو سيني (الفرنسية)
- بيل نآي على موقع ميوزك برينز (الإنجليزية)
- بيل نآي على موقع إن إن دي بي (الإنجليزية)
- بيل نآي على موقع قاعدة بيانات الفيلم (الإنجليزية)
- بيل نآي على موقع كينوبويسك (الروسية)